# Salon Vilpas
Salon Vilpas is een Finse basketbalclub en onderdeel van de omnisport vereniging Salon Vilpas, zij kwamen eerder uit als de Vilpas Vikings.

## Geschiedenis
Salon Vilpas werd opgericht in 1908 maar pas later werd er ook een basketbalafdeling opgericht. De club bereikte de hoogste klasse voor het eerst in 1996/97 en speelde op het hoogste niveau totdat ze degradeerde na het seizoen 2004/05. Ze keerde terug voor het seizoen 2009/10 naar de hoogste klasse waar ze sindsdien spelen. In 2019 wonnen ze de Finse basketbalbeker en in 2021 werden ze Fins landskampioen.

## Erelijst
- Fins landskampioen: 2021
  - Tweede: 2017, 2018, 2022

- Finse basketbalbeker: 2019
  - Tweede: 2002, 2020, 2022

## Coaches
| Jaar      | Coach             |
| --------- | ----------------- |
| ?-1998    | Tero Järvinen     |
| 1998-2001 | Bernard Harris    |
| 2001-2002 | Pasi Järvinen     |
| 2002-?    | Tommi Koskinen    |
| ?-2010    | Philip Dejworek   |
| 2010-2011 | Kimmo Vyyryläinen |
| 2011-2016 | Mikko Tupamäki    |
| 2016-2019 | Joonas Iisalo     |
| 2019-2020 | Ville Tuominen    |
| 2020-2022 | Sami Toiviainen   |
| 2022-     | Jussi Savolainen  |

## Bekende (oud-)spelers
| - Okko Järvi - Quentin Goodin - Myles Stephens - Brian Fobbs - D.J. Laster |